# Национальный театр Республики Карелия

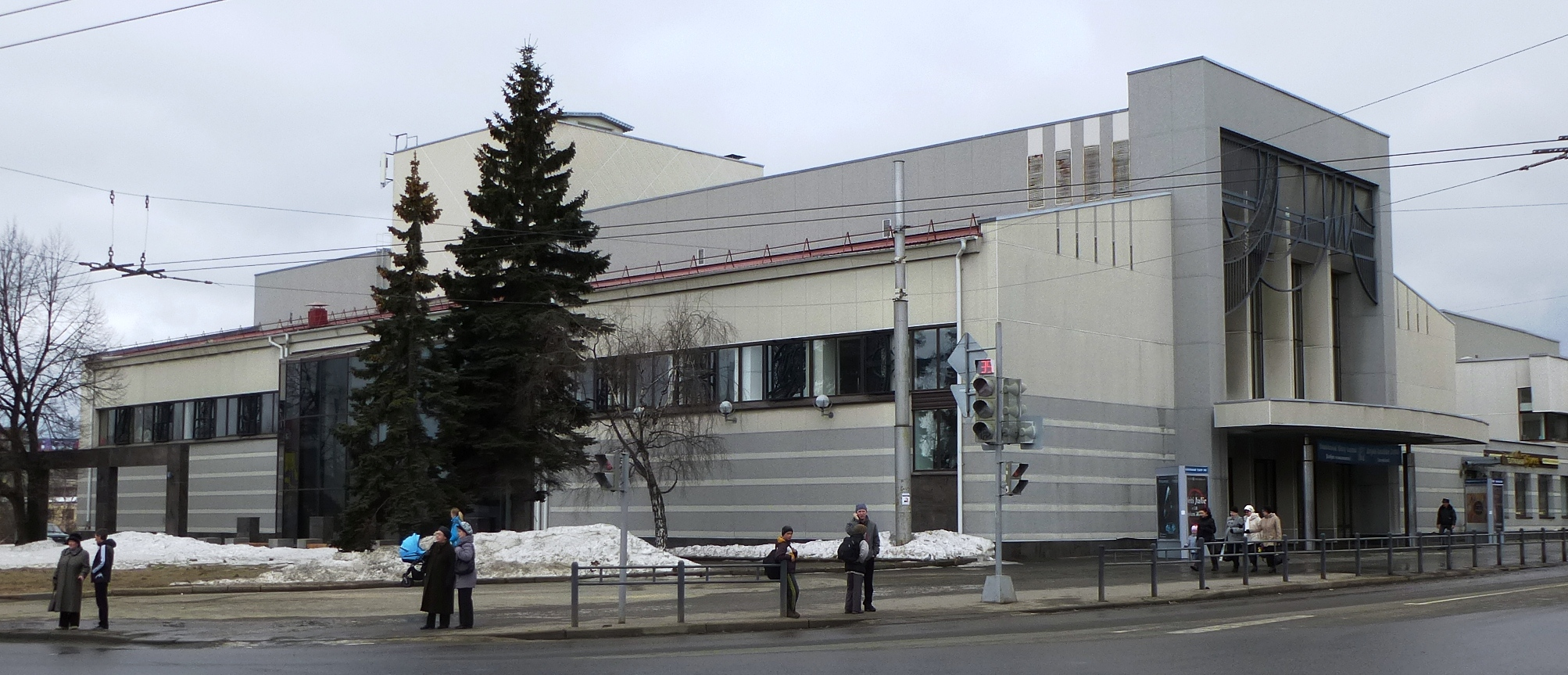
Здание театра. Вид с площади С. М. Кирова

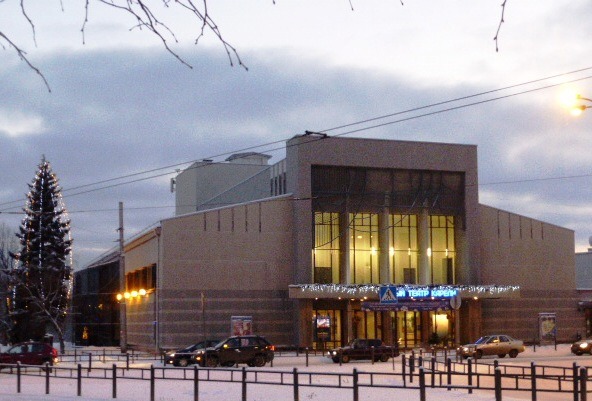
Здание театра. Новогодние праздники

Национа́льный теа́тр Каре́лии (фин. Karjalan Kansallinen teatteri) — государственный драматический театр в Петрозаводске. Это единственный профессиональный театр в мире, где спектакли идут на финском, карельском, вепсском и русском языках (спектакли обеспечены синхронным переводом на русский язык).
Спектакли идут на двух сценах: большой (300 мест) и малой (50 мест).

## История названия театра
- Карельский национальный драматический театр (1932).
- Государственный Финский драматический театр (1932—1950).
- Государственный Карело-Финский драматический театр (1950—1956).
- Государственный Финский драматический театр (1956—1991).
- Государственный Национальный театр Республики Карелия (с декабря 1991).

## История здания театра
Здание было заложено 2 августа 1911 года и предназначалось для театра городского благотворительного общества. Возводилось по проекту губернского инженера В. П. Лядинского и было завершено в 1913 году.
В одном из залов нового здания разместился кинотеатр «Триумф», а во втором проходили общественные собрания губернских чиновников.
В 1918 году там находился губернский штаб Красной гвардии, в 1920 в нём состоялся съезд, провозгласивший образование Карельской Трудовой Коммуны.
С 1929 году в здании располагался Русский театр драмы. В 1955 году Русский театр переехал в новое здание на площади Кирова. В здании остался кинотеатр «Триумф».
В 1965 году здание было реконструировано (архитектор С. Г. Бродский). В результате предпринятой реконструкции здание утратило свой прежний вид. После реконструкции, в здание переехал Финский драматический театр, ранее занимавший здание «Дома крестьянина» на ул. Гоголя.
24 июня 2003 года после восьмилетней реконструкции открылось новое здание Национального театра Карелии. Театр находится в центре Петрозаводска, на площади Кирова. В этом же здании расположены Карельский театр кукол и Союз театральных деятелей Республики Карелия.

## История
В 1921 году при Народном театре драмы (созданном в 1918 году) была организована национальная труппа, которая и положила начало театру. Труппу организовали финны из числа революционеров-эмигрантов. Руководителем был Виктор Линден — бывший актёр и режиссёр любительских театров Финляндии.

### Карельская сцена
В марте 1922 года наркомом просвещения Карельской трудовой коммуны был назначен Сантери Нуортева. Его жена, Санни Нуортева (Туомисто) возглавила любительский театр «Карельская сцена», который продолжил дело труппы Линдена. Под её руководством и при её участии были поставлены пьесы, в том числе и по произведениям, написанным участниками «Карельской сцены» — поэтами Ялмари Виртаненом, Сантери Мякеля, Рагнаром Нюстрёмом.
7 октября 1922 года, на пятую годовщину Октябрьской революции, на первом представлении «Карельской сцены» были показаны две пьесы: одноактный водевиль «Любовный напиток» с песнями и куплетами и сцены из комедии Минны Кант «Он из Сюсмя». В роли героини пьесы Кертту Вирнес выступила Санни Нуортева. Затем был поставлен водевиль А. Коцебу «Похищенная красавица», где роль хозяина поместья играл поэт Ялмари Виртанен. К пятой годовщине Октябрьской революции «Карельская сцена» подготовила пьесу пролетарского поэта Сантери Мякеля (1870—1936) «Утро» («Aamu»).
В начале 1930-х труппа пополнилась актёрами-любителями, эмигрировавшими из Финляндии, США и Канады (труппа Кууно Севандера). Режиссёры театров Финляндии Кууно Севандер и Аларик Санделин были направлены на трёхмесячные курсы в Ленинград, где они познакомились с Нюстрёмом и его студией. В конце 1931 года они возвратились в Петрозаводск и образовали Национальную студию Карельского государственного драматического театра.
Организация Карельского государственного национального театра была поручена Рагнару Нюстрёму. К осени 1932 года труппа, возглавляемая Кууно Севандером, объединилась с выпускниками драматического техникума. Был создан Карельский национальный драматический театр.

### Карельский национальный драматический театр
15 октября 1932 года состоялось официальное открытие Национального театра Автономной Карельской ССР. Первый сезон театр открыл премьерой спектакля «Разлом» Бориса Лавренёва. Спектакль поставил художественный руководитель театра Рагнар Нюстрём. На спектакле присутствовали автор пьесы Борис Лавренёв и мастер курса К. К. Тверской.
Репрессии и закрытие
В конце 1937 и начале 1938 года значительная часть мужского состава труппы была репрессирована. Снят с работы и арестован художественный руководитель Рагнар Нюстрём. После спектакля чеховских водевилей («Предложение», «Медведь» и «Юбилеи») на карельском языке, театр закрыли (как тогда говорили в ходе борьбы с «буржуазным национализмом»).
Во время советско-финской «зимней» (1939—1940) войны, труппа театра была направлена в Ленинград, в распоряжение Ленинградского военного округа. Жили и репетировали в городе Терийоки, выступали перед бойцами в войсках и в госпиталях.
Открытие (1940) и военные годы (1941—1944)
В 1940 году, после окончания «Зимней войны», театр возобновил свою деятельность в Петрозаводске.
В 1940 году Карело-Финский драматический театр возглавил Котсалайнен Степан (Теппо) Иванович (1910—1941), режиссёр, выпускник ГИТИСа. Первой постановкой стала пьеса «Егор Булычев» Максима Горького.
С первых дней Великой Отечественной войны Карелия стала ареной военных действий и к сентябрю 1941 года большая часть республики, включая Петрозаводск, была оккупирована финскими войсками. В годы войны театр работал в эвакуации — сначала в Сибири, затем — в городе Вельске, Архангельской области, с 1943 года снова в Карелии на неоккупированной территории.
В 1943—1945 годах художественный руководитель театра — Н. В. Демидов. Поставленный Н. Демидовым в 1944 году спектакль «Нора» («Кукольный дом») был признан ВТО лучшим спектаклем по пьесе Г. Ибсена на советской сцене.
С 1944 года главный художник театра — Фред Линдхольм (1902—1957).

#### 1945—1991
В 1946—1949 годах главный режиссёр театра — Суло Туорила.
В послевоенные годы в театре были поставлены спектакли «Васса Железнова» М. Горького (1947), «Женщины Нискавуори» Х. Вуолийоки, «Семеро братьев» А. Киви, «Молодой мельник» М. Лассила (1948), «Сын рыбака» В. Лациса (1949).
В 1949 году театр инсценировал повесть Э. Грина «Ветер с Юга». Постановка была отмечена Сталинской премией третьей степени (1950) — её получили режиссёр Вальтер Суни, артисты Е. Томберг и Т. Ланкинен.
Финский театр первым из национальных театров бывшего СССР стал использовать наушники для синхронного перевода на русский язык. Большая часть репертуара состояла из переводных советских пьес. Крупным событием в жизни театра стали гастроли в Москве в 1951 году, в программу которых была включена горьковская «Васса Железнова».
В 1965 году Государственный Финский драматический театр переехал с ул. Гоголя в новое здание — в реконструированное здание бывшего кинотеатра «Триумф» на площади Кирова. С 1966 года главный режиссёр театра — Т. С. Хайми.
С 1968 года к постановкам в театре привлекали режиссёров из Финляндии.
В 1974—1981 годах директор театра — заслуженный деятель искусств Карельской АССР Т. С. Хайми. В 1981—1997 годах директор театра — Э. П. Алатало.
В 1974—1994 годах главный режиссёр театра — заслуженный артист РСФСР, народный артист Карельской АССР П. У. Ринне.
В 1982 году театр награждён орденом Дружбы народов в связи с 50-летием со дня основания.
С театром сотрудничали известные режиссёры СССР: И. Ольшвангер (1951,1971,1974), О. Лебедев (1961, 1966), Н. Лившиц (1965, 1968, 1971, 1974), Л. Хейфец (1970), К. Марсон (1968, 1969, 1971), А. Народецкий (1973, 1974), Г. Соловский (1978, 1979, 1981), Л. Белявский (1980), А. Андреев (1985, 1999—2001), Ф. Берман (1987), А. Али-Хусейн (1994).
За годы своей деятельности в театре работала плеяда талантливых актёров: народная артистка СССР Елизавета Томберг, народные артисты России Дарья Карпова, Тойво Ромппайнен, Юрье Хумппи и Тойво Ланкинен, народные и заслуженные артисты Карелии Суло Туорила, Йоуко Роутту, Александр Шелин и Эмма Хиппеляйнен, Вильё Ахвонен, заслуженный артист России и Карелии Паули Ринне, заслуженный артист России Орво Бьернинен.

#### Государственный Национальный театр Республики Карелия
В 1994—2003 годах главный режиссёр театра — заслуженный деятель искусств РФ Леонид Владимиров.
В 1997 году при Петрозаводской государственной консерватории открылась студия Национального театра, художественным руководителем которой был директор театра (1997—2004) Арвид Зеланд.
В 2002 году спектакль «Старосветские помещики» по повести Н.Гоголя был признан лучшим спектаклем международного фестиваля камерных театров «Ламбушка». В 2003 года после восьмилетней реконструкции открылась Большая сцена театра.
Главный режиссёр — Андрей Дежонов.
Труппа театра
- народный артист России Пётр Микшиев †;
- засл. артистка России, народная артистка Карелии Виено Кеттунен (Микшиева);
- засл.артист Карелии Александр Куйкка;
- засл.артист Карелии Сергей Лавренов;
- засл.артист Карелии Вячеслав Поляков;
- засл.артистка Карелии Ольга Портретова;
- засл.артист Карелии Алексей Белов;
- засл.артистка Карелии Тамара Воронова;
- засл.артист Карелии Владимир Сотников;

Наталья Алатало, Александра Анискина, Никита Анисимов, Элина Веселова, Тамара Воронова, Андрей Горшков, Людмила Исакова, Анни Кондракова, Юлия Куйкка, Олеся Леонтьева, Ольга Малинина, Владимир Матвеев, Анастасия Айтман, Ирина Володина, Дмитрий Иванов, Мария Востокова, Алёна Калинина, Настасья Шум, Глеб Германов, Андрей Шошкин, Ксения Ширякина, Лада Гладкобородова.

## Репертуар
- «А зори здесь тихие…» (по повести Бориса Васильева).
- «Беда от нежного сердца» (Владимир Соллогуб).
- «Валентинов день» (Иван Вырыпаев).
- «Вверхтормашками» (Ксения Драгунская).
- «Венецианские близнецы» (Карло Гольдони).
- «Волшебная кисточка» (Семён Голубчин).
- «Волшебный посох» (Дмитрий Голубецкий).
- «Двенадцатая ночь, или Что угодно» (Уильям Шекспир).
- «Дело святое» (Флорид Буляков).
- «Дом / Koti» (Сеппо Кантерво).
- «Дорога в Небыван» (Ирина Комиссарова).
- «Земля карельская / Omalla mualla» (Антти Тимонен).
- «Карамболь после полуночи. Фантазии Михаила Булгакова» (Григорий Фукс).
- «Когда чувства есть… / Kun on tunteet» (Алексис Киви, Мария Йотуни).
- «Корона Тролля» (Ольга Портретова).
- «Лемби / Lembi» (Сеппо Кантерво).
- «Листы каменной книги / Kivikirja» (Сеппо Кантерво, по мотивам повести А. Линевского).
- «Песни синего неба / Sinitaivaan laulu» (Сеппо Кантерво).
- «Питер Пэн» (по книге Дж. Барри).
- «Приключения в лесу Ёлки-на-Горке» (Турбъёрн Эгнер).
- «Сказка о попе и о работнике его Балде» (А. С. Пушкин).
- «Сын-Медведь / Poigu-kondii» (по карельским сказкам).
- «Хаос / Kaaos» (Мика Миллюахо).
- «Ходари» (по мотивам сказок для взрослых Василия Фирсова).
- «Шалости жизни» (Виктор Ляпин).
- «Шампанского!… Шампанского! / Samppanjaa! Heti!» (А. П. Чехов).
- «Экзамен Dance. 25 фраз о любви».